# Running Fence

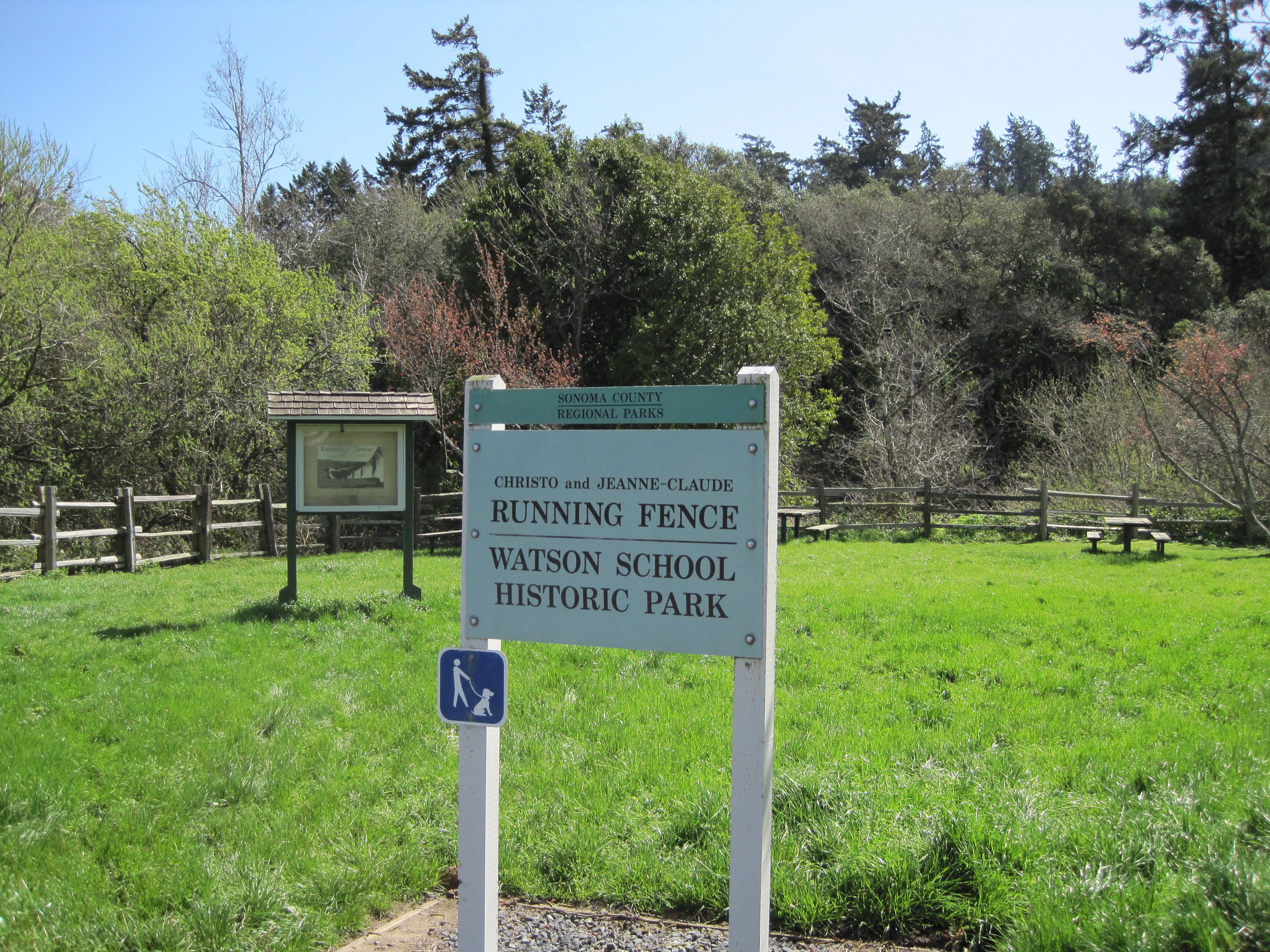
Présentation sur le site de l'œuvre (2011).

Running Fence est une installation éphémère de Christo et Jeanne-Claude, réalisée en septembre 1976 en Californie.

## Description
Running Fence est installée le 10 septembre 1976 et démontée 14 jours plus tard, sans laisser aucune trace visible. Elle consiste en une clôture de près de 37 km de long, s'étendant à travers les collines des comtés de Sonoma et de Marin, dans le nord de la Californie, aux États-Unis. La clôture, mesurant 5,80 m de haut, est composée de 2 050 panneaux de nylon blanc, accrochés sur des câbles d'acier au moyen de 350 000 crochets. Ces câbles sont eux-mêmes supportés par 2 050 poteaux d'acier enfoncés dans le sol et stabilisés par des haubans ancrés dans la terre.
La clôture débute près de la U.S. Route 101 et traverse 14 routes et 59 ranchs afin d'atteindre l'océan Pacifique près de la baie de Bodega. Elle serait en partie inspirée par les clôtures marquant le Continental Divide au Colorado.